# Nastroszek kędzierzawy
Nastroszek kędzierzawy (Ulota crispa (Hedw.) Brid.) – gatunek mchu należący do rodziny szurpkowatych (Orthotrichaceae). Rośnie na gałęziach i pniach drzew, szczególnie brzóz.

## Rozmieszczenie geograficzne
Gatunek występuje w Europie, Azji i Ameryce Północnej, gdzie jego zasięg rozciąga się od Nowej Fundlandii na zachód do Minnesoty i na południe przez Appalachy do północnej Georgii. 

## Ochrona
Roślina objęta jest w Polsce częściową ochroną gatunkową na podstawie Rozporządzenia Ministra Środowiska z dnia 9 października 2014 w sprawie ochrony gatunkowej roślin. W latach 2004–2014 podlegała ochronie ścisłej.